# Major League Wrestling
Major League Wrestling, kurz MLW, ist der Name einer US-amerikanischen Wrestling-Promotion, die in Orlando, Florida beheimatet ist. Promoter ist Court Bauer.

## Geschichte

### NWA Major League Wrestling
Die Geschichte der Promotion begann 1994, als im Rahmen der National Wrestling Alliance das Banner NWA Major League Wrestling aufgestellt wurde. Ende der 1990er-Jahre verlagerte sich der Wrestling-Stil der MLW immer mehr hin zum Hardcore-Wrestling. Diese offensichtliche Abkehr vom traditionellen „Southern Style“ veranlasste einen großen Teil des Wrestling-Kaders, der MLW den Rücken zu kehren und ein eigenes Veranstaltungs-Banner namens Championship Wrestling From Florida aufzustellen. So wurde MLW im Januar eingestellt und geschlossen.

### Reaktivierung
Im Sommer 2002 reaktivierte Court Bauer die MLW, um den Fans der ehemaligen ECW eine neue Wrestling-Heimat zu bieten. Schnell stieg die Promotion wegen ihres modern-riskanten „Hybrid-Styles“ im Ansehen der Wrestling-Fans, zumal MLW einige große Namen der ehemaligen ECW aufweisen konnte, so traten unter anderem die Wrestler Steve Corino, Sabu und der Sandman  in der Promotion auf.

### Das Ende von MLW
Aufgrund fehlender Sponsorengelder geriet die MLW langsam in die Zahlungsunfähigkeit. Zudem war der Promotion mit Ring of Honor ein mächtiger Konkurrent innerhalb der unabhängigen Wrestling-Szene erwachsen. Ring of Honor löste MLW endgültig als Marktführer der unabhängigen Szene ab, und so stellte MLW als Folge dessen ihren Betrieb 2004 ein.

### Erneute Reaktivierung
2017 verkündete die MLW erneut Events zu veranstalten. So wurde am 21. Juli 2017 One-Shot veranstaltet. Außerdem wurde mit beIN Sports ein TV-Vertrag abgeschlossen, aus der die wöchentliche Sendung MLW Fusion resultierte. Die erste Folge wurde am 20. April 2018 ausgestrahlt. Die Reaktivierung mit regelmäßigen Shows und Events dauert bis heute an.